# Ionopsis satyrioides
Ionopsis satyrioides är en orkidéart som först beskrevs av Olof Swartz, och fick sitt nu gällande namn av Heinrich Gustav Reichenbach. Ionopsis satyrioides ingår i släktet Ionopsis och familjen orkidéer. Inga underarter finns listade i Catalogue of Life.